# Albrecht Weber
Friedrich Albrecht Weber (født 17. februar 1825 i Breslau, død 30. november 1901 i Berlin) var en tysk orientalist, søn af Friedrich Benedict Weber.
Weber studerede 1842—45 klassisk og orientalsk filologi i Breslau, Bonn og Berlin, men navnlig kastede han sig med iver over studiet af sanskrit under vejledning af Stenzler, Lassen, Gildemeister og Bopp. Efter et ophold i England og Frankrig, søgte han uddannelse i Berlin 1848, hvor han 1856 blev ekstraordinær professor og efter Bopps død i 1867 ordentlig professor i indiske sprog; siden 1857 var han medlem af Berlin-Akademiet og døde efter en lang og fortjenstfuld virksomhed både som lærer for en talrig skare af yngre orientalister og som forsker i den indiske videnskab, indenfor hvilken han i lang tid indtog en førerstilling. Hans utrættelige arbejdsiver har efterladt sig betydningsfulde spor på næsten alle felter af den indiske filologi, men dog mest på den ældre litteraturs område (Vedaerne og den dertil hørende litteratur), samt Prakritlitteraturen.
Af særlig stor betydning er hans fuldstændige udgave af den hvide Yajur-Veda (1.—3. bind, Berlin 1849—59); samtidig med dette arbejde begyndte han på udgivelsen af Indische Studien, et slags tidsskrift, hvoraf han fik udgivet i alt 18 bind (Berlin 1850—98), og hvori han selv leverede de fleste bidrag; heri findes blandt andet hans udgave af Taitiriya Samhita (i 11.—12. bind), hans oversættelser af Atharvaveda (i 4., 13. og 17. bind), de betydningsfulde afhandlinger Ueber die heiligen Schriften der Jaina (i 16.—17. bind), samt Aufrechts transskriberede tekstudgave af Rigveda og flere andre for det indiske studium værdifulde arbejder. Hans Akademische Vorlesungen über indische Litteraturgeschichte (Berlin 1852) var i lang tid det eneste brugbare hjælpemiddel i denne litteraturs historie; den udkom i forøget og forbedret skikkelse 1876 og oversattes på engelsk 1878. De store Samlinger af indiske håndskrifter, som findes i Berlin, fandt i ham en kyndig bearbejder; han har beskrevet og videnskabelig katalogiseret dem i sin Verzeichniss der Sanskrit- und Prakrit-Handschriften der königlichen Bibliothek zu Berlin (bind I—II, 1—3; 1853—91).
Af hans øvrige arbejder må særlig fremhæves: en tysk oversættelse af Kalidasas Malavikagnimitra (1856), samt en del afhandlinger i Berlin-Akademiets Abhandlungen (Ueber Krishna’s Geburtsfest, 1869; Ueber das Ramayana, 1870) og i dets Sitzungsberichte (Die Griechen in Indien, 1890; Vedische Beiträge, 1894—95) og flere andre. Prakritlitteraturen er desuden behandlet af ham i Ein Fragment der Bhagavati. Ein Beitrag zur Kenntniss der heiligen Litteratur und Sprache der Jaina, 1.—2. (Abhandlungen der Berliner Akademie, 1865—66) og Ueber das Saptaçatakam des Hala (Leipzig 1870; i Abhandlungen für die Kunde des Morgenlandes). En række mindre afhandlinger, recensioner og lignende er udgivne samlede i hans Indische Skizzen (Berlin 1857) og Indische Streifen, 1.—3. bind (Berlin og Leipzig, 1868—79).